# Zet 'm op Siska
Zet 'm op Siska was een radioprogramma op de openbare Vlaamse zender Studio Brussel. Het programma werd gepresenteerd door Siska Schoeters, haar sidekick was Bram Vandendriessche. Het programma werd van maandag tot en met vrijdag uitgezonden tussen 16.00 en 18.00, met op de vrijdag nog een uur extra tot 19.00, getiteld 'Zet 'm Zelf op'.
Sam De Bruyn en Linde Merckpoel volgden in september 2012 het programma op, da naam was dan Zet 'm op Sam.
Later werd Sam De Bruyn bijgestaan door An Lemmens in Zet 'm op Studio Brussel.